# Machinations of Joy
Machinations of Joy es un proyecto del guitarrista Dave Tucker, director de la London Improvisers Orchestra y exmiembro de la mítica banda punk The Fall, el saxofonista y clarinetista Ricardo Tejero, Miembro directivo del colectivo de improvisadores españoles Musicalibre y de la Orquesta FOCO y la London Improvisers Orchestra y Julián Bonequi, baterista y artista sonoro mexicano, miembro activo del colectivo Musicalibre y de la Orquesta FOCO.

## Historia
Su música surge de la búsqueda de matices dentro del provocador mestizaje del free jazz y el punk junto a la creación de energía alrededor de la escucha y el silencio, un encuentro que intenta siempre mantener la libertad de creación y una entrega física pero también reflexiva.
Machinations of Joy se presenta en 2008 en escenarios del Reino Unido y en España y como resultado de esa gira graban en el otoño del 2008 en el estudio del Music Technology Group de la Universidad Pompeu Fabra en Barcelona este disco que se publica en la Netlabel Audiotalaia el 15 de enero de 2010.

## Discografía

### Álbumes de estudio
- 2010: "Machinations of Joy" (Audiotalaia)